# Донцов, Дмитрий Иванович
Дми́трий Ива́нович Донцо́в (укр. Дмитро Іванович Донцов; 17 [29] августа 1883, Мелитополь, Российская империя — 30 марта 1973, Монреаль, Канада) — теоретик украинского национализма, философ, основоположник современной версии теории украинского интегрального национализма, предприниматель, государственный деятель, литературный критик и публицист. Идеолог украинской консервативной революции. Редактор журнала «Литературно-научный вестник» и первый руководитель Украинского телеграфного агентства. Автор книг «Национализм», «Крестом и мечом» и «Дух нашей старины».
Идеи и взгляды Донцова, основанные на социал-дарвинизме, национализме и расизме, легли в основу политической платформы ОУН, в большей степени — её бандеровского крыла.

## Биография
Родился 17 (29) августа 1883 в Мелитополе, в семье торговца сельхозмашинами Ивана Дмитриевича и Ефросиньи Иосифовны (Осиповны) Донцовых. В семье он был средним из пяти детей. В семье говорили по-русски и по-немецки, но читали и украинские книги.
Окончил реальное училище в Мелитополе и в 1900 году отправился в Царское Село, где получил среднее образование и поступил в Санкт-Петербургский университет на юридический факультет.

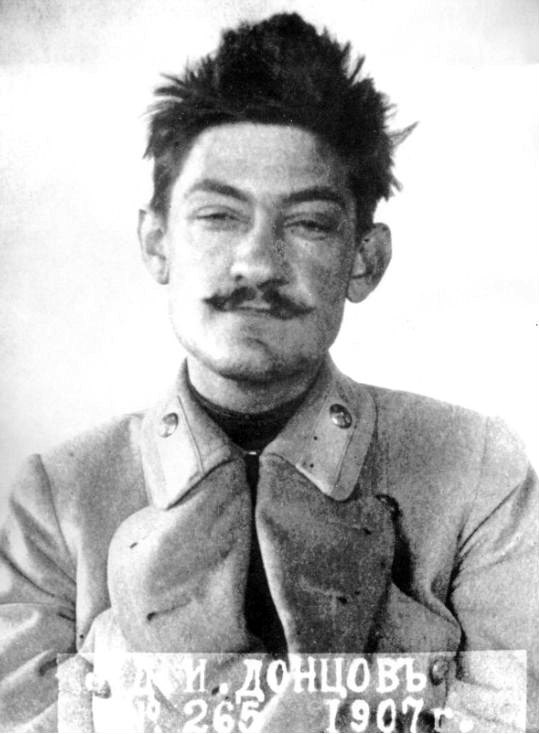
Фотография Донцова под арестом, 1907 год

В 1905—1907 годах участвовал в деятельности Украинской социал-демократической рабочей партии (УСДРП). Осенью 1905 года был арестован и переправлен в Лукьяновскую тюрьму (Киев). В ходе общей амнистии был освобождён без суда. В ноябре 1905 года уехал обратно в Санкт-Петербург, но в январе следующего года вернулся в Киев.
В начале 1907 года помогал в редактировании двух номеров газеты «Наша дума».
В 1907 году вновь был арестован. Как члену Украинской социал-демократической рабочей партии, ему грозили четыре года каторги, но благодаря ходатайству родственников он был освобождён на поруки после 8 месяцев пребывания в Лукьяновской тюрьме.
12 апреля 1908 года переехал во Львов. Некоторое время лечился в Закопане, где познакомился с создателем отрицавшей тогда шовинизм и ксенофобию теории украинского интегрального национализма В. Липинским.
В 1909 году он считал главной целью украинского пролетариата свержение абсолютизма и автономию Украины в демократической России. Работы Донцова того времени были направлены против всех украинских групп и партий, которые стояли на «буржуазно-националистических» позициях.
С 1909 по 1911 год был вольным слушателем юридического факультета Венского университета, где познакомился с Марией Михайловной Бачинской, на которой и женился 17 мая 1912 года.
С 1911 года жил во Львове, занимался журналистикой.
С течением времени публикации Донцова стали приобретать антироссийскую направленность, он начинает критиковать «москвофильство», заявлять, что украинство должно «отгородиться» от России и обратиться к западноевропейской культуре. В 1913 году, выступая во Львове на Втором украинском студенческом съезде с докладом «Современное положение нации и наши задачи», Донцов заявлял, что в грядущей войне следует ориентироваться на Германию и Австрию и что не стать на сторону врагов России будет «преступлением перед нацией и будущим». Донцов заявлял, в частности: «Австро-Венгрия стоит перед дилеммой: или разделить судьбу Турции, или стать орудием новой революции новых народов Восточной Европы… Актуален не лозунг самостоятельности. Актуальным, более реальным и быстрее достижимым является лозунг отделения от России, уничтожения всякого объединения с нею, — политический сепаратизм».
В 1913 году Донцов по идейным соображениям вышел из УСДРП.
4 августа 1914 года вместе с В. Дорошенко, Н. Зализняком, Жуком, М. Меленевским и Скоропись-Иолтуховским возглавил Союз освобождения Украины (СВУ) во Львове, который призывал украинцев выступить на стороне Австрии против России.
В связи с наступлением русских войск в Галиции, вместе с другими членами руководства СВУ переехал в Вену. В конце 1914 года Донцов вышел из СВУ и переехал с женой в Берлин, где возглавил Украинскую информационную службу (УИС). Здесь, в частности, издал брошюру на немецком языке под заглавием «Украинское государство и война против России», в которой доказывал, что Россию нельзя остановить на пути к всемирному господству иначе, как разделив её, при этом отделяемые от Московской империи территории должны представлять собой достаточно сильные автономные единицы, способные сдержать российскую экспансию. Украина с населением в 30 миллионов, по мнению Донцова, — самая подходящая территория для этой цели, так как она имеет необходимые исторические традиции. Для Германии и Австрии это единственная возможность раз и навсегда избавиться от панславистской угрозы; для этого достаточно восстановить прежнюю свободу Украины и оказать покровительство этому новому государству, а тем самым и окончательно обеспечить политическое равновесие в Европе.
В 1916 году переехал в Берн, где возглавлял Бюро народов России (БНР). В конце марта 1917 года возвратился во Львов, где окончил обучение, получив степень доктора права во Львовском университете.
В 1917 году примкнул к Украинской Центральной раде. В марте 1918 года Донцов переехал в Киев, где включился в работу Украинской демократическо-хлеборобской партии. С 24 мая 1918 года возглавлял Бюро прессы и Украинское телеграфное агентство при Гетманском правительстве П. Скоропадского.
С 14 ноября 1918 года, после провозглашения Скоропадским федерации с Россией, Донцов считал себя более не связанным с гетманом какими-либо обязательствами и уже 25 ноября 1918 года опубликовал статью, осуждающую гетмана.
В 1919 году примкнул к Директории. По предложению Е. Коновальца и С. Петлюры уехал в Вену с дипломатической миссией. В середине февраля 1919 года переехал в Берн, где руководил отделом информации и печати украинского представительства в Швейцарии.
В феврале 1921 года переехал в Вену в связи с ликвидацией украинских дипломатических миссий. В январе 1922 года получил разрешение Польши на переезд во Львов, где проживал до сентября 1939 года.
По предложению Евгения Коновальца (как руководителя Украинской войсковой организации) был редактором журнала «Литературно-научный вестник».
С приходом в Италии к власти Бенито Муссолини, Дмитрий Донцов проникается его политикой, восхищается им лично. Под влиянием западноевропейских фашистских идей написал и издал книгу «Национализм», в которой изложил доктрину интегрального национализма, которую, в свою очередь, взяла в качестве официальной идеологии Организация украинских националистов (ОУН).
Донцов также работал редактором журнала «Зарево» с 1 апреля 1923 по 1924 год. После неудачи с использованием этого журнала как базы для националистической организации он, по его словам, навсегда оставил попытки участия в практической политике.
В конце 1932 года издание «Литературно-научного вестника» прекращается ввиду недостатка финансов, но Донцова это не останавливает. Под названием «Вестник литературы, политики и науки» (или просто «Вестник») он продолжает выпускать журнал в частном порядке в течение 1933—1939 годов. В конце августа 1939 года выходит последний — 9 выпуск.
Приход к власти в Германии НСДАП встречает с одобрением. Пишет предисловие к книге Ростислава Ендыка «Гитлер», в котором говорит об огромной актуальности «гитлеризма» для украинцев.
1 сентября 1939 года польская полиция арестовывает Донцова и помещает его в концлагерь «Берёза Картузская», где он находится до падения Польского государства. Выйдя из заключения, Донцов переезжает в Берлин, где находится до лета 1940 года, пока на него не подал в гестапо донос украинский эмигрант А. Севрюк. Но арестован он не был и после выяснения дела уехал в Бухарест, где пробыл до середины 1941 года.
С началом Великой Отечественной войны Донцов вернулся в Берлин, а оттуда в Ригу. В 1943—1944 годах Донцов в последний раз посещает Львов и к концу Второй мировой войны оказывается в американской оккупационной зоне Германии, откуда переезжает в Париж.
Советские власти внесли Донцова в список военных преступников и требовали его выдачи.
Донцов переезжает в Великобританию, а вскоре после этого в США. С 1947 года и до смерти прожил в Канаде. С 1949 по 1952 годы преподавал украинскую литературу в Монреальском университете, сотрудничал с украиноязычными изданиями, занимался писательской деятельностью, но постоянной работы не имел. Пытался создать журнал или наладить сотрудничество с ОУН, но неудачно.
В Торонто он выпустил ещё одну книгу («Крестом и мечом»), где в который раз выступил сторонником «теории элит» итальянских социологов Г. Моски и В. Парето.
В послевоенных переизданиях своих старых работ правил многие моменты, в частности те, в которых высказывался о фашизме комплиментарно. Подобным правкам он подвергал даже чужие цитаты, которые когда-то приводил в своих статьях в «Вестнике».
Умер 30 марта 1973 года и похоронен на украинском кладбище в Саут-Баунд-Бруке, США.

## Доктрина
В своей программной работе «Национализм» (1926) Донцов провозглашал идеи интегрального национализма и осуждал сторонников идей Михаила Драгоманова, широко популярных до Первой мировой войны в среде украинской интеллигенции.
Суть доктрины состоит из трёх постулатов:
- межнациональные отношения;
- структура украинской нации;
- движущие силы украинского национализма.

В своих выводах Донцов опирался на популярный в начале XX в. социал-дарвинизм, где нация понималась как своего рода вид в природе — такой же, как, например, собаки, кошки, львы и пр… Нация находится в перманентном состоянии конкуренции, а следовательно, войны за выживание. Отсюда следует, что война — неизбежная вещь, а войны между нациями вечны.
По мнению Донцова, украинская нация, если она намерена войти на равных в уже существующий мировой порядок наравне со сложившимися (как французы или британцы), должна иметь иерархию. Во главе должен находиться лидер или вождь, далее «инициативное меньшинство» — у Донцова элита или орден, — под которым народ — у Донцова масса или чернь. Принадлежащие к правящей касте «не знают ни милосердия, ни человечности в отношении личности».
По Донцову, истоками национализма являются следующие универсальные принципы, которыми в конечном счёте руководствуются все нации в борьбе друг с другом:
- воля, превалирующая над разумом;
- физическая сила, отрицающая силу науки;
- насилие сильного над слабым;
- территориальная экспансия;
- расизм и фанатизм;
- беспощадность к врагу и ненависть к чужому;
- аморализм.

В книге «Дух нашей старины» Донцов пишет, что необходимо выделить из украинского народа специальную «расовую касту» — аристократичных нордийцев.
Считал он также, что необходимо распространять взаимное недоверие, сеять ненависть к своим, приносить «раздор в родной дом» ради объединения носителей одних идей против других.
Неоднократно в своих произведениях провозглашал лозунги «Киев против Москвы», «Прочь от России».
В своих произведениях чаще использовал понятия «московство», «московское», «московиты».
Выступал критиком коммунизма и большевизма как его составной части.
Также неоднократно вступал в заочную полемику с жившим в эмиграции видным политическим деятелем Украинской Центральной рады Владимиром Винниченко. Тот, в свою очередь, отвечал взаимностью, называя Донцова «человеком, который призывает ходить в церковь, а сам остаётся безбожным».
Современный российский  историк Михаил Смолин отмечает, что направление философии «украинского сепаратизма» Донцова было более радикальным, нежели более ранняя позиция Михаила Грушевского, а сам Донцов был безусловным русофобом.

## Признание

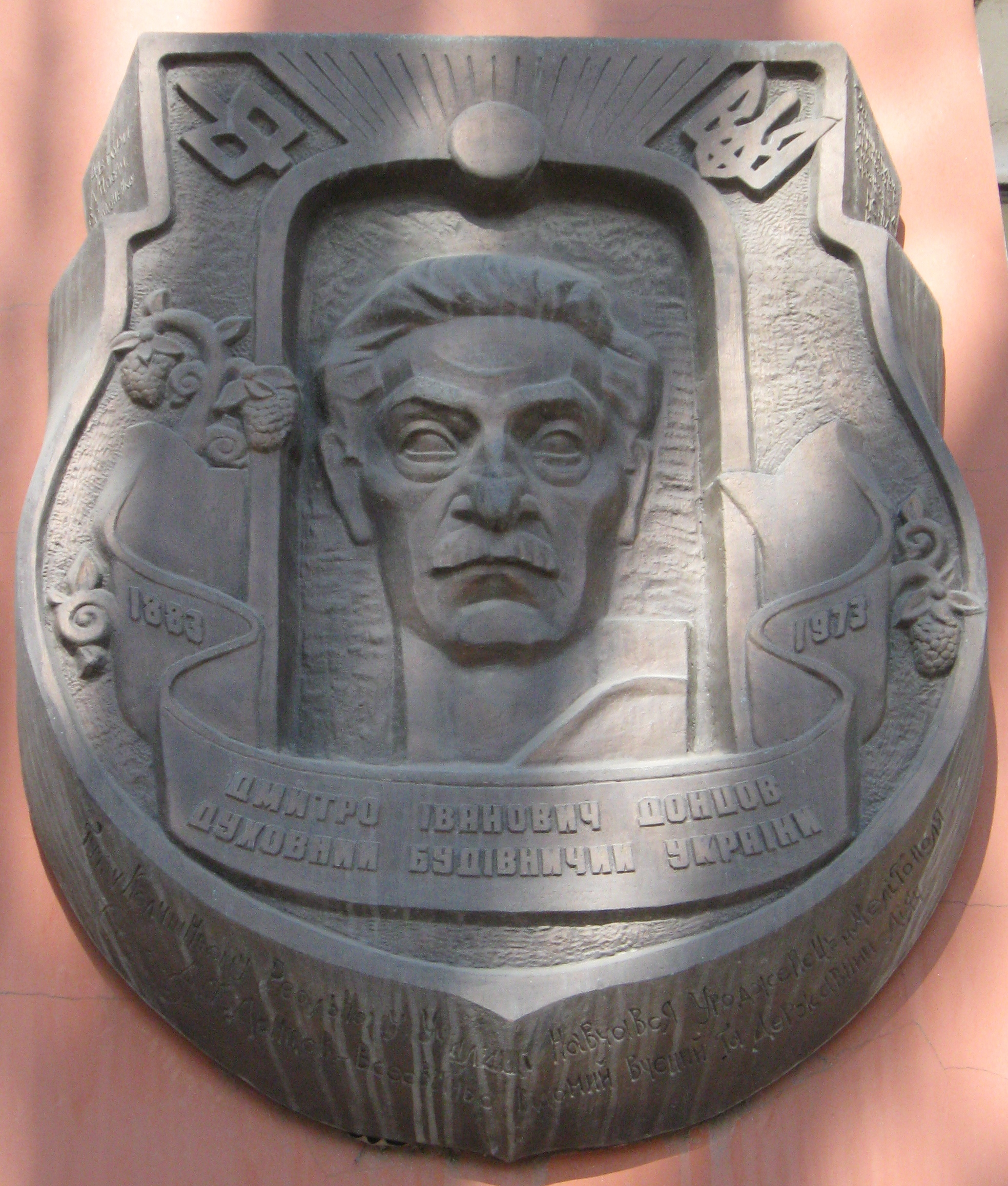
Памятная доска в Мелитополе (демонтирована во время российской оккупации)

Украинский историк Михаил Демкович-Добрянский в своей работе[какой?] (размещённой в 1-м выпуске мюнхенского журнала «Проблемы») 1947 года оценивал Донцова как весомую фигуру в формировании украинского национализма, а говоря о тезисе об аморальности национализма, которые Донцов пропагандировал в «Литературно-научном вестнике», называл это находкой в политической борьбе, отмечая, что тем самым он впустил демонов в украинского человека.
Участница ОУН, а затем УПА Мария Савчин в своей книге «Тисяча доріг» утверждала, что приписываемое[кем?] Донцову влияние на молодёжь Галичины, где украинское национальное движение возглавлялось ОУН, в межвоенный период сильно преувеличено. Ни она сама, ни её товарищи не читали его книг и статей, и познакомиться с ними многие участники украинского националистического партизанского движения и подполья смогли уже только в эмиграции после Второй мировой войны. Гораздо более значительным воздействие трудов намеренно беспартийного Донцова, старшие брат и сестра которого были видными деятелями ВКП(б), судя по продажам книг, было на Волыни, где до Второй мировой войны влияние ОУН было ничтожным, а украинское движение возглавлялось Коммунистической партией Западной Украины. Единственным известным деятелем ОУН Волыни до войны был этнический поляк Роман Бжеский: этнических украинцев Волыни ОУН до войны не интересовала, а труды Донцова читались как труды украинского национального деятеля и родственника видных коммунистов, с ОУН его на Волыни никак не связывали. В связи с этим советская власть считала Донцова главным идеологом Волынской резни, а участие в ней разочаровавшегося в Советской власти населения, ранее распропагандированного, пусть и с помощью трудов Донцова и книг его издательства, КПЗУ и украинским движением в целом, руководимым на Волыни коммунистами, объяснила исключительно террором ОУН. Впрочем, отряды УПА и их службы безопасности действительно возглавлялись галичанами из ОУН, и террор против не желавших участвовать в резне действительно имел место.